# Wiluczinsk
Wiluczinsk (ros. Вилючинск) – miasto w Rosji, w Kraju Kamczackim, położone na brzegu Zatoki Kraszeninnikowa, która jest częścią Zatoki Awaczyńskiej, naprzeciwko Pietropawłowska Kamczackiego. Miasto jest portem wojennym i ma status miasta zamkniętego.
Miasto powstało 16 października 1968 poprzez połączenie robotniczych osiedli Rybaczij (baza atomowych okrętów podwodnych, założony w 1931, do 1954 miał nazwę Nowaja Tarja, robotnicze osiedle Rybaczij od 1954; 5,1 tys. mieszkańców w 1959), Primorskij (brzegowe jednostki zabezpieczenia Floty Oceanu Spokojnego) i Sieldiewaja (stocznia remontowa Marynarki Wojennej). Nazwę otrzymał od sąsiadującego wulkanu Wiluczinskij (do 1994 – Primorskij (Pietropawłowsk-Kamczacki-50).  
W mieście znajduje się Muzeum Krajoznawcze Wiluczinskiego Okręgu Miejskiego.